# Bergov
Bergov (něm. Bergau) je malá vesnice, část obce Vlčice v okrese Jeseník. Leží 1 km jihovýchodně od Vlčic na silnici do Žulové.

## Historie
Drobná osada Bergov (německý název Bergau lze vyložit jako „Lesní niva“) byla založena parcelací panských pozemků až roku 1800. Byla součástí panství Vlčice a od zániku patrimoniální správy roku 1850 je částí obce Vlčice. Majitelům vlčického velkostatku patřil zdejší mlýn a pila, počátkem 20. století zde byla postavena i menší elektrárna. V roce 1836 zde bylo 24 domů, roku 1930 jich bylo 18 a v roce 2001 jen 15. Díky příznivější dopravní poloze - na silnici číslo I/60 - však Bergov nepodlehl tak výraznému poválečnému vylidnění jako většina jiných menších osad v Rychlebských horách.

### Vývoj počtu obyvatel
Počet obyvatel Bergova podle sčítání nebo jiných úředních záznamů:
| Rok            | 1869 | 1880 | 1890 | 1900 | 1910 | 1921 | 1930 | 1950 | 1961 | 1970 | 1980 | 1991 | 2001 |
| -------------- | ---- | ---- | ---- | ---- | ---- | ---- | ---- | ---- | ---- | ---- | ---- | ---- | ---- |
| Počet obyvatel | 110  | 104  | 92   | 75   | 64   | 87   | 91   | 52   | 42   | 50   | 60   | 48   | 32   |

1. ↑  z toho: 90 Němců; všichni řím. kat.

V Bergově je evidováno 15 adres, vesměs čísel popisných (trvalé objekty). Při sčítání lidu roku 2001 zde bylo napočteno 13 domů, všechny trvale obydlené.

## Fotogalerie

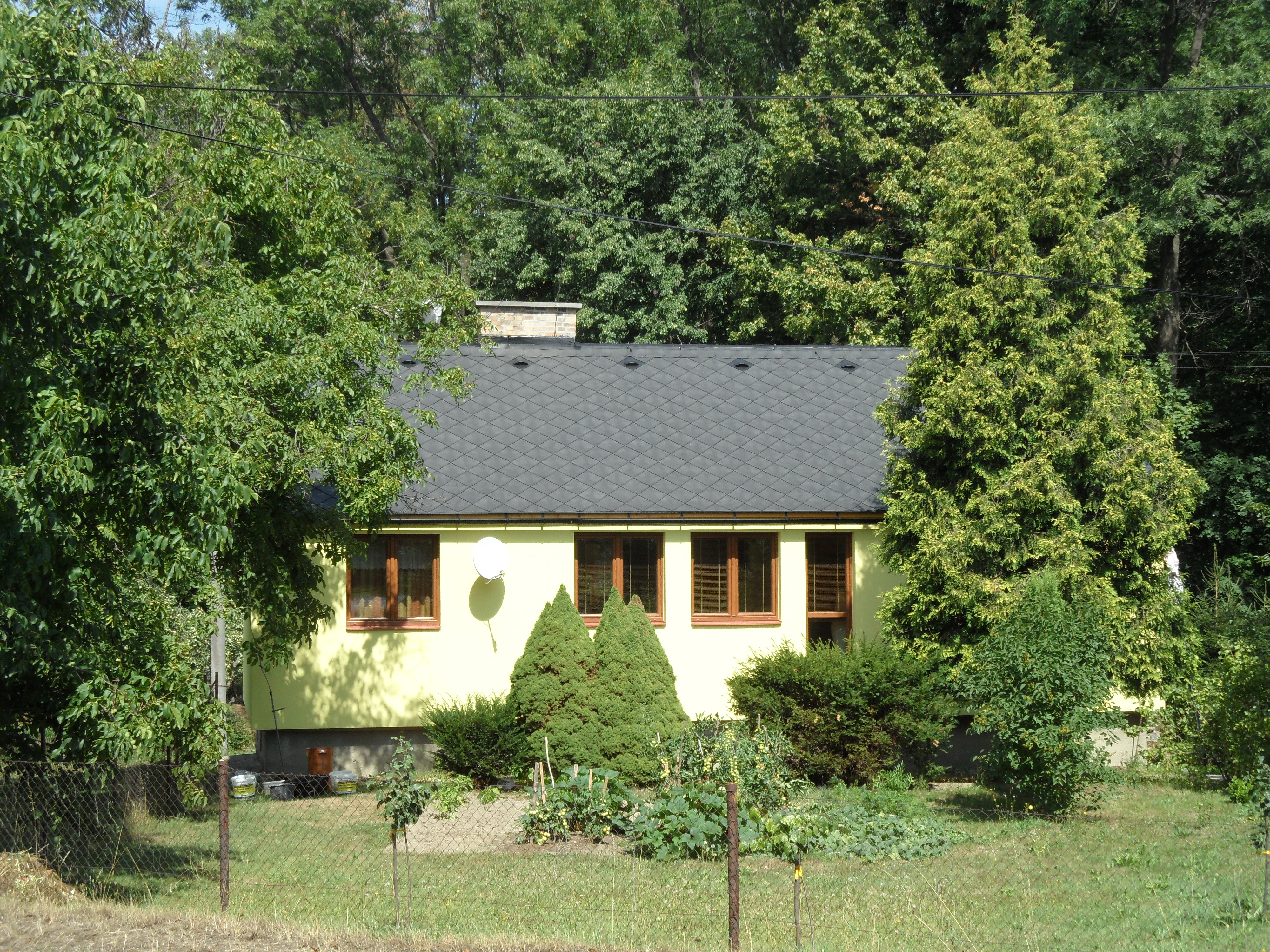
Dům v zahradě
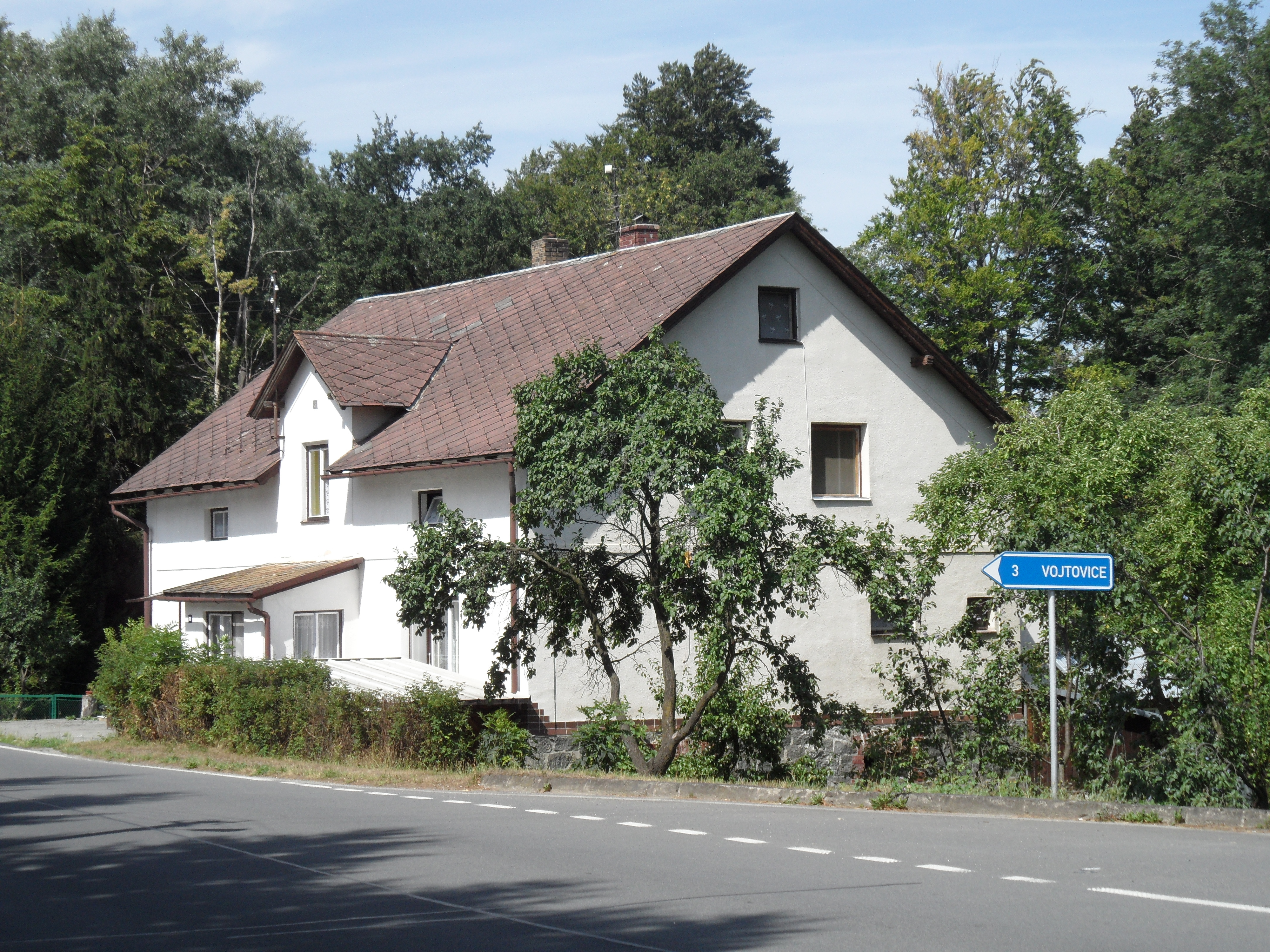
Velký dům
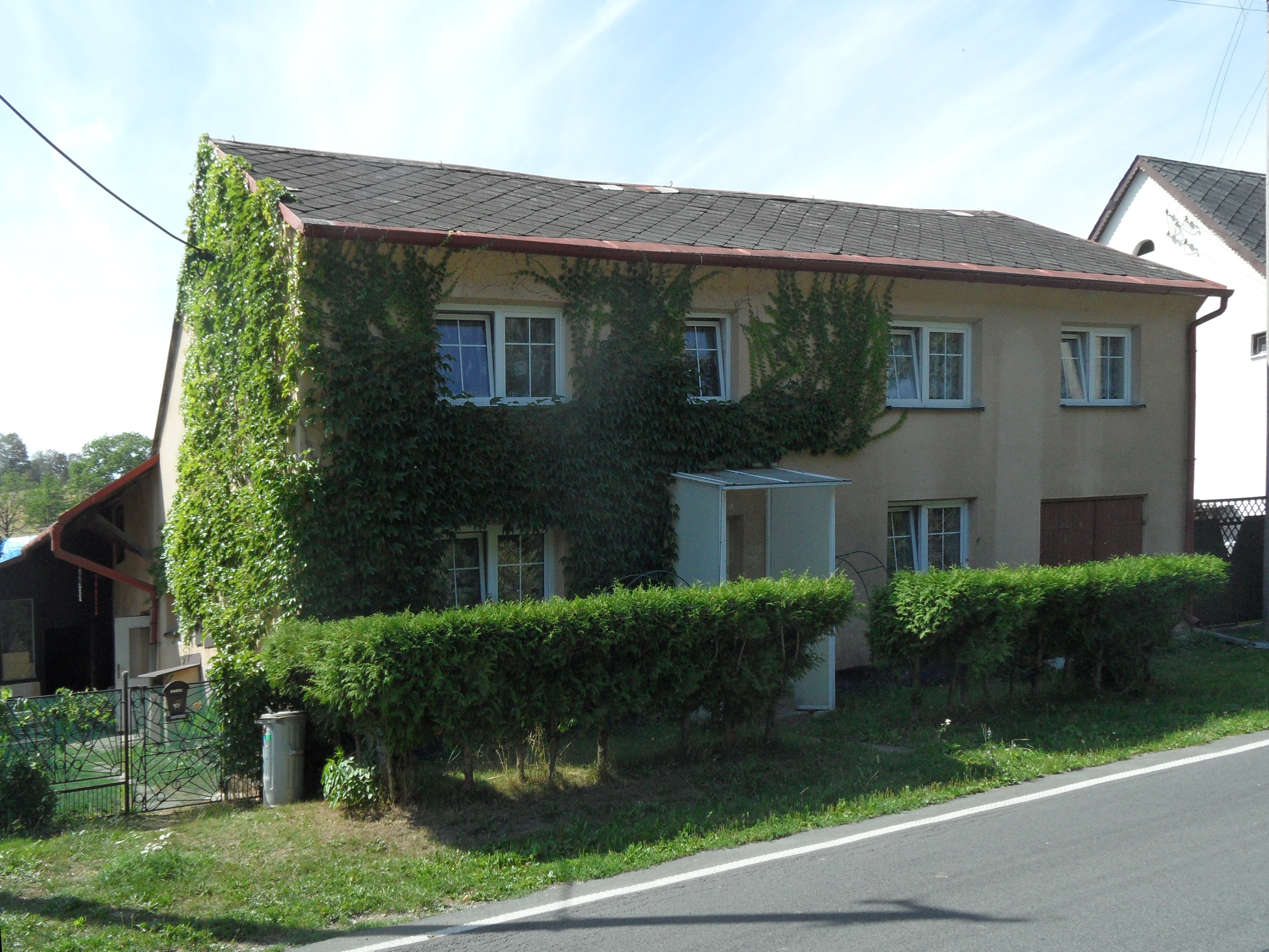
Dům s popínavými rostlinami
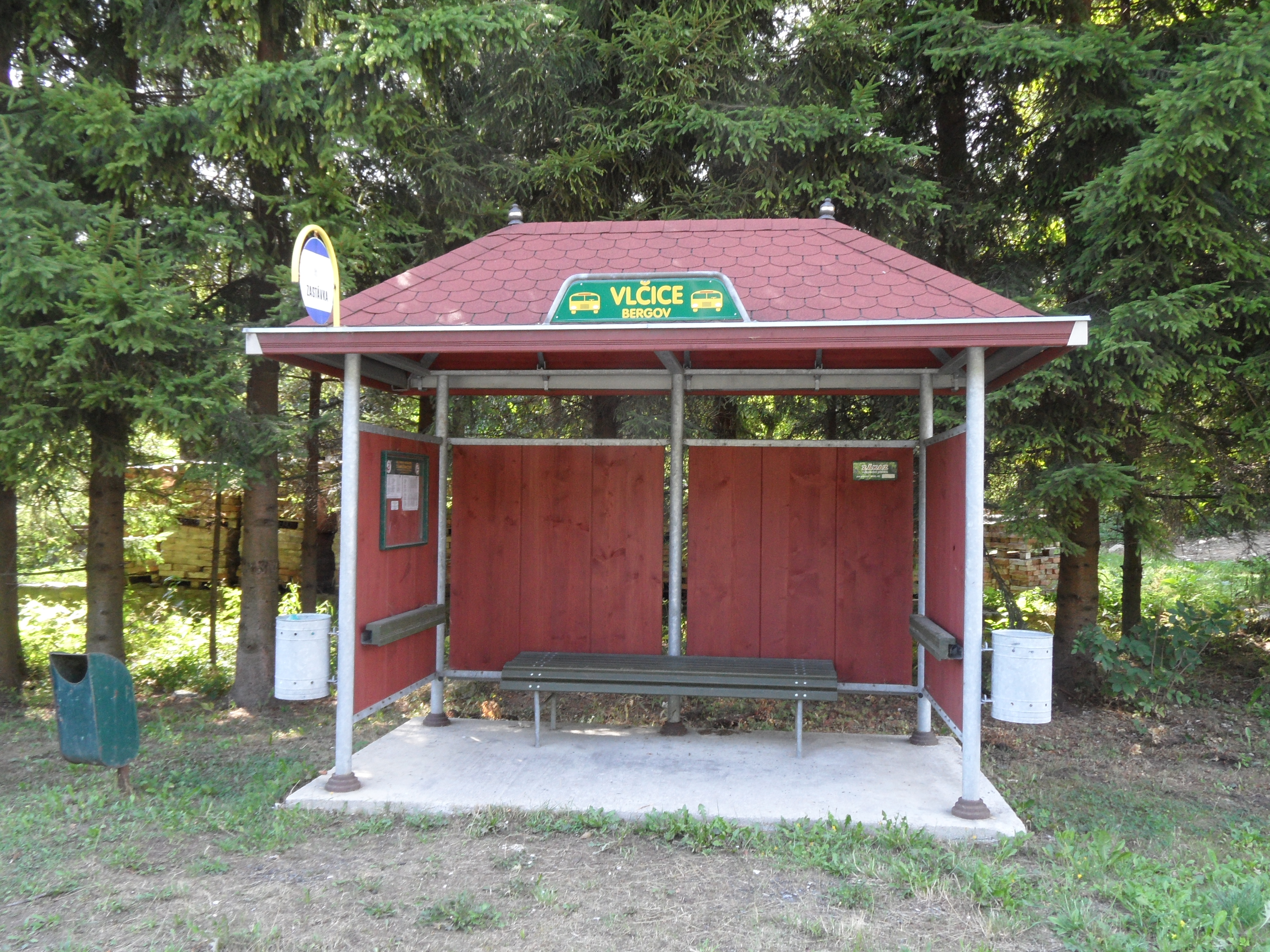
Autobusová zastávka
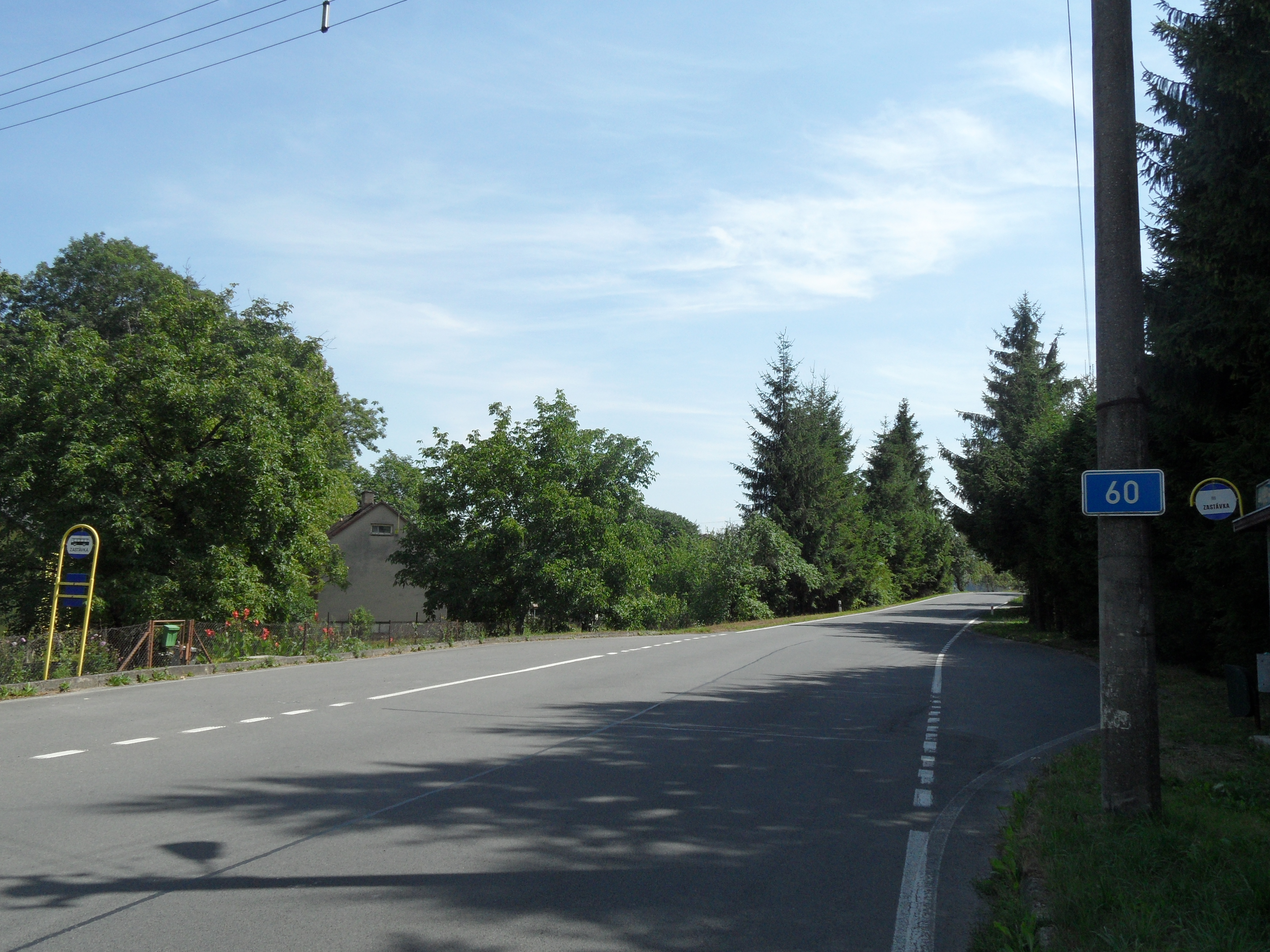
Silnice číslo I/60 v obci
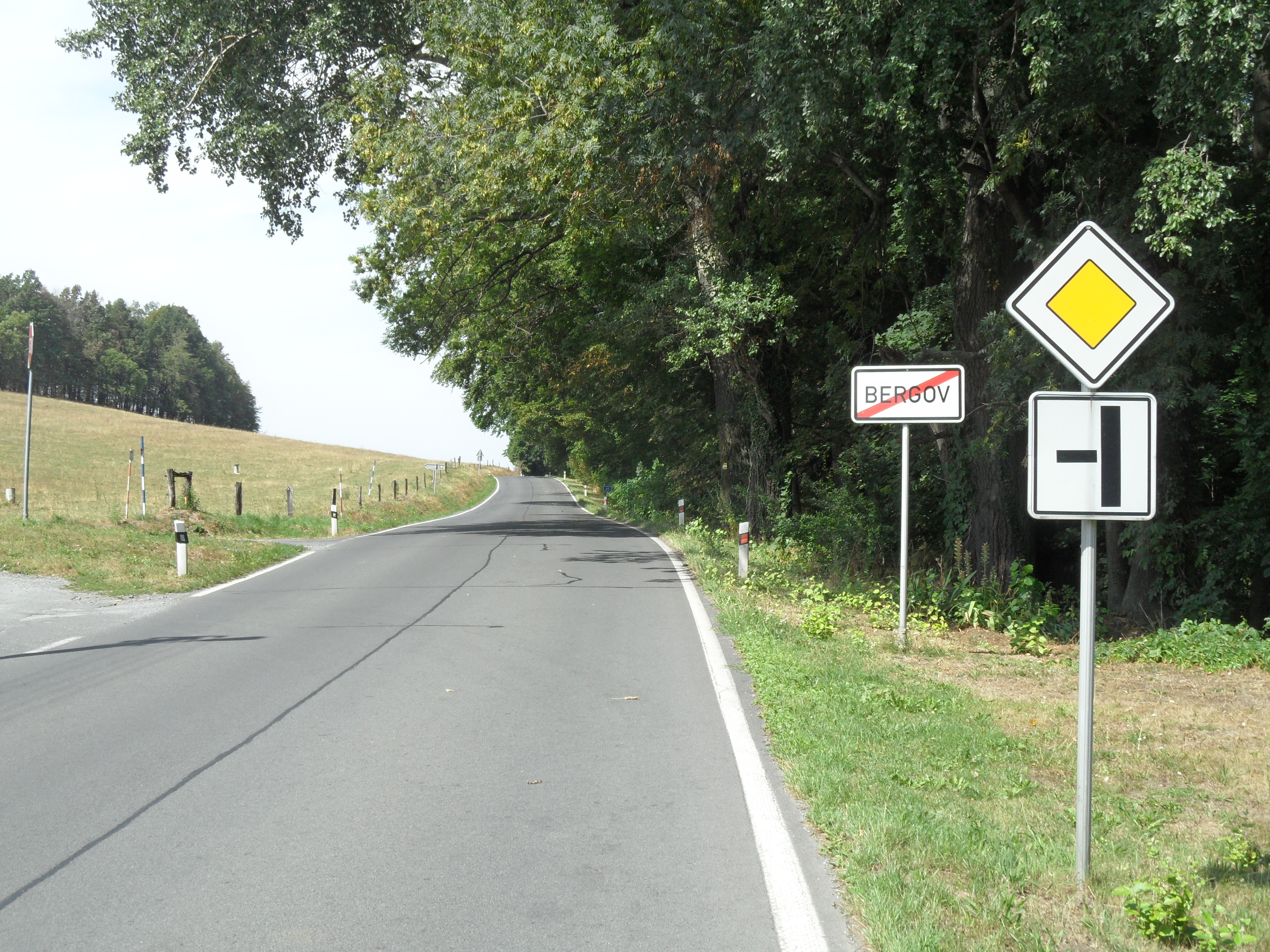
Výjezd z obce směr Javorník